# Citrus japonica
A Citrus japonica, conhecida pelos nomes comuns de quincã (do japonês kinkan), laranjina, laranjinha kinkan ou cunquate (do chinês kumquat), ou ainda xinxim (em Santa Catarina), é uma pequena fruta cítrica da família das rutáceas.
Em classificações botânicas antigas, chegou a ser criado um gênero para ela, o Fortunella, mas sua classificação atual é Citrus japonica.

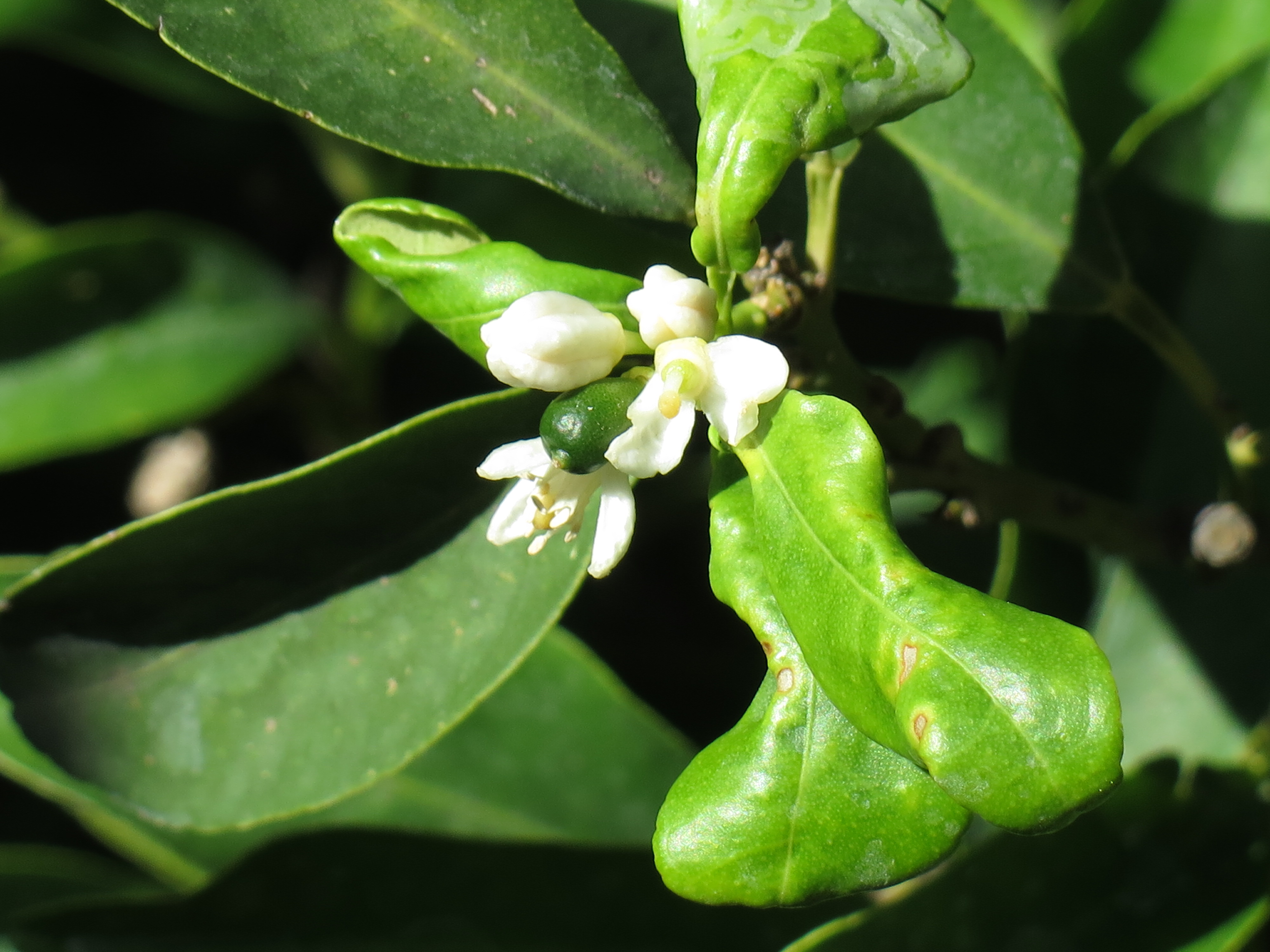
Flores e fruta

## Sinônimos
- Atalantia hindsii (Champ. ex Benth.) Oliv.
- × Citrofortunella madurensis  (Lour.) D.Rivera & al.
- Citrus erythrocarpa  Hayata
- Citrus hindsii  (Champ. ex Benth.) Govaerts
- Citrus inermis  Roxb.
- Citrus kinokuni  Yu.Tanaka
- Citrus madurensis  Lour.
- Citrus margarita  Lour.
- Citrus microcarpa  Bunge
- Fortunella bawangica  C.C.Huang
- Fortunella chintou  (Swingle) C.C. Huang
- Fortunella crassifolia  Swingle
- Fortunella hindsii  (Champ. ex Benth.) Swingle
- Fortunella japonica  (Thunb.) Swingle
- Fortunella margarita  (Lour.) Swingle
- Fortunella obovata  Tanaka
- Sclerostylis hindsii  Champ. ex Benth.
- Sclerostylis venosa  Champ. ex Benth.

## Valor calórico
Cada 100 gramas de kinkan contém em média:
- Valor Calórico - 274kcal
- Carboidratos - 72,1g
- Proteínas - 3,8g
- Gordura - 0,4g
- Cálcio - 266 mg
- Ferro - 1,7 mg
- Sódio - 30 mg
- Fósforo - 97 mg
- Potássio - 995 mg
- Vitamina A - 2,530 I.U.
- Tiamina - 0,35 mg
- Riboflavina - 0,40 mg
- Ácido ascórbico (Vitamina C) - 151 mg

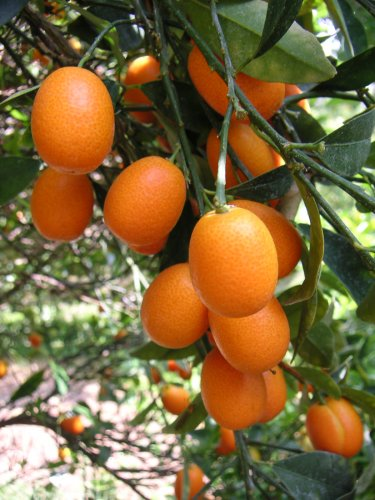
Cunquates

## Especificações
- Origem: Ásia
- Porte: até 3m
- Flores: formadas na primavera e verão
- Cultivo: em jardins ou interiores
- Solo: fértil
- Clima: ameno
- Luminosidade: meia sombra
- Irrigação: em abundância quando o solo estiver seco
- Dificuldade de cultivo: é recomendado limpar a copa após a frutificação
- Adubação: matéria orgânica
- Curiosidade: planta frutífera muito apreciada para fins ornamentais.